# Rio Branco (vattendrag i Brasilien, lat -13,68, long -60,73)
Rio Branco är ett vattendrag i Brasilien. Det ligger i den centrala delen av landet, 1 400 km väster om huvudstaden Brasília.
I omgivningarna runt Rio Branco växer i huvudsak städsegrön lövskog. Trakten runt Rio Branco är nära nog obefolkad, med mindre än två invånare per kvadratkilometer.